# Élections régionales italiennes de 2006
Les élections régionales italiennes de 2006 se sont déroulées durant l'année 2006 et ont permis le renouvellement des conseils régionaux et de leurs présidents dans 2 régions.

## Résultats
| Région | Élection     | Président sortant    | Parti | Parti | Coal. | Coal. | Président élu        | Parti | Parti | Coal. | Coal. |
| ------ | ------------ | -------------------- | ----- | ----- | ----- | ----- | -------------------- | ----- | ----- | ----- | ----- |
| Sicile | 28 mai       | Salvatore Cuffaro    |       | UdC   |       | CDX   | Salvatore Cuffaro    |       | UdC   |       | CDX   |
| Molise | 5-6 novembre | Angelo Michele Iorio |       | FI    |       | CDX   | Angelo Michele Iorio |       | FI    |       | CDX   |